# HTC Touch
Unter der Produktreihe HTC Touch vertrieb der taiwanische Hersteller HTC (High Tech Computer) seit Juni 2007 eine Serie von Mobiltelefonen, welche über einen Touchscreen mittels Fingergesten gesteuert werden. Zeitweise gab es acht Modelle mit den Bezeichnungen Touch, Touch Cruise, Touch Dual, Touch Diamond, Touch Pro, Touch HD, Touch 3G und Touch Viva. Besonderes Merkmal der HTC-Touch-Reihe war die Gerätebedienung durch Fingergesten über die sogenannte TouchFLO-Oberfläche, die die Stylus-Bedienung auf dem Windows-Mobile-Betriebssystem weitgehend überflüssig machen sollte (Diese wurde Ende 2009 durch die neue HTC Sense-Oberfläche abgelöst). HTC konkurrierte mit diesem Konzept direkt mit dem Apple iPhone.

## Touch

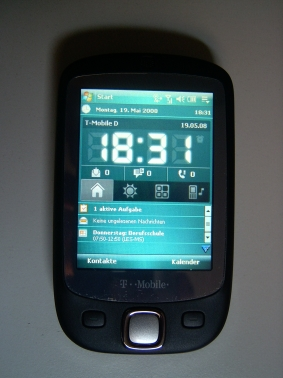
MDA-Touch, HTC-Touch mit T-Mobile Brand

Das HTC Touch (Modell-ID Elf) ist ein Triband-Handy mit Touchscreen, die Abmessungen sind 99,9 mm × 58 mm × 13,9 mm, bei einem Gewicht von 112 g. Der 2,8" QVGA-Touchscreen hat eine Auflösung von 240 × 320 Pixeln. Der Prozessor ist ein TI OMAP850, getaktet mit 201 MHz. Es stehen 64 MB RAM und 128 MB ROM zur Verfügung. Außer der Bluetooth-Funktion und einem microSD-Speicherkartenslot, der auch SDHC Karten unterstützt, bietet das Gerät W-LAN. Auf dem Gerät läuft das Betriebssystem Windows Mobile 6.0; ein Upgrade auf 6.1. wurde angekündigt, ist aber nie offiziell erschienen. In diversen Foren kursierten jedoch inoffizielle Upgrades auf Windows Mobile 6.1, 6.5 sowie 6.5.3. Die Energie liefert ein auswechselbarer 1100-mAh-Akku. Das Gerät wurde kurze Zeit nach der Einführung auf 128 MB RAM und 256 MB ROM erweitert und von einigen Mobilfunkanbietern als XL-Version vermarktet (Modell-ID Elfin).

## Touch Cruise
Das HTC Touch Cruise ergänzte das Konzept des ersten HTC Touch um einen GPS-Empfänger. Die Abmessungen betragen 110 mm × 58 mm × 15,5 mm bei 130 g Gewicht. Das Gerät hat einen Qualcomm MSM7200 mit 400 MHz, 128 MB RAM und 256 MB ROM. Ein microSD-Speicherkartenslot (unterstützt laut HTC microSDHC mit unbegrenztem Speicher) und ein wechselbarer 1350 mAh-Akku sind eingebaut.

## Touch Dual
Das HTC Touch Dual kombiniert das Konzept der HTC-Touch-Telefone mit einer ausziehbaren Tastatur. Die Abmessungen 107 mm × 55 mm × 15,8 mm und das Gewicht von 120 g sind dem der anderen HTC-Touch-Geräte sehr ähnlich, ebenso die Auflösung von 320 × 240 Pixeln. Der Prozessor ist ein Qualcomm MSM7200 mit 400 MHz. Die Speicher betragen 128 MB RAM und 256 MB ROM. Als Verbindungsnetze stehen neben dem üblichen GPRS das schnellere EDGE und UMTS mit HSDPA zur Verfügung. Eine W-LAN-Schnittstelle fehlt. Das Gerät hat einen microSD-Speicherkartenslot und einen wechselbaren 1100 mAh-Akku. Das Betriebssystem ist Windows Mobile 6.

## Touch Diamond
Das HTC Touch Diamond ist ein Smartphone mit VGA-Touchscreen. Als Betriebssystem wird Windows Mobile in der Version 6.1 verwendet. Die grafische Oberfläche ist eine Eigenentwicklung von HTC, auf der auch der Webbrowser Opera Mobile in der Version 9.5 läuft. Der Prozessor Qualcomm MSM7201a ist mit 528 MHz getaktet. Der Chipsatz enthält zusätzlich 64 MB RAM zu den eingebauten 128 MB RAM. Somit verfügt das Gerät über 192 MB RAM und ein 256 MB + 4096 MB großes Flash-ROM, das als interne Speicherkarte angesprochen wird. Wie das iPhone kann das Gerät nicht über zusätzliche Speicherkarten erweitert werden. Es kann sich über GPRS, EDGE, UMTS, HSDPA, HSUPA und W-LAN verbinden und ist mit einem GPS-Empfänger mit erweiterter A-GPS-Funktionalität versehen. Die eingebaute Frontkamera kann unter UMTS für Videoanrufe genutzt werden. Die Abmessungen liegen bei 102 mm × 51 mm × 11,5 mm und das Gerät wiegt 110 g. Der 2,8 Zoll große Bildschirm hat eine Auflösung von 480 × 640 Pixeln. Das Gerät wird mit einem 900 mAh-Akku geliefert.

## Touch Pro
Das HTC Touch Pro ist beinahe baugleich zum HTC Touch Diamond. Durch eine bessere Ausstattung ist es jedoch mit 18,05 mm etwas dicker und mit 165 g etwas schwerer. Das Touch Pro ergänzt bei der Ausstattung das Touch Diamond mit einer ausziehbaren QWERTY-Tastatur, einem größeren wechselbaren Akku mit einer Kapazität von 1360 mAh und besitzt mit 288 MB RAM + 512 MB ROM + microSD-Speicherkartenslot deutlich mehr Speicherreserven als der Bruder. Weiterhin verfügt das Touch Pro über ein LED-Blitzlicht und eine TV-Out-Funktion.

## Touch HD
Das HTC Touch HD verfügt über einen 3,8" großen WVGA-Touchscreen mit einer Auflösung von 480 × 800 Pixeln. Der Prozessor ist wie beim HTC Touch Diamond und HTC Touch Pro ein Qualcomm MSM7201a mit 528 MHz und 288 MB RAM + 512 MB ROM und einen microSD-Speicherkartenslot. Im Lieferumfang ist eine 8 GByte micro SDHC-Karte enthalten, sie kann bei Bedarf durch eine Karte bis zu 32 GByte Größe ersetzt werden. Des Weiteren verfügt es über einen integrierten GPS-Empfänger (mit optionaler QuickGPS und A-GPS-Unterstützung zur schnelleren Signalverarbeitung), eine 5 Megapixel auflösende Kamera und kann sich per WLAN (802.11b/g) oder Bluetooth verbinden. Das Touch HD hält sich (im Gegensatz zum iPhone) an den Bluetooth-Standard Advanced Audio Distribution Profile A2DP, deshalb ist eine Zusammenarbeit mit entsprechenden Bluetooth-Stereo-Geräten wie Kopfhörern und Autoradioschnittstellen anderer Hersteller möglich. Auch zahlreiche andere Bluetooth-Profile wie Modemfunktionen für ein angekoppeltes Notebook sind vorhanden. Es unterstützt Breitbandzugang per UMTS oder HSDPA. Die eingebaute Frontkamera erlaubt die Nutzung von Videoanrufen unter UMTS. Der Telefonteil unterstützt GSM/GPRS/EDGE und Quadband 850/900/1800/1900 MHz. Der Klinkenstecker für das Headset entspricht dem gängigen 3,5 mm-Format, so dass auch Headsets von Fremdanbietern ohne Probleme betrieben werden können. Wenn das Headset eingesteckt ist, dient es gleichzeitig als Antenne für das eingebaute FM-Radio. Das Touch HD läuft unter Windows Mobile 6.1. Ein 1350 mAh-Akku ist wechselbar eingebaut. Mit den Maßen von 115 mm × 62,8 mm × 12 mm und einem Gewicht von 147 g ist von allen Geräten aus HTCs Touch-Familie dem iPhone am ähnlichsten, wobei das Touch HD über eine 2,5-fach höhere Auflösung und einen 7,6 mm (0,3") größeren Bildschirm verfügt. Das Touch HD wurde am 15. September 2008 von HTC vorgestellt.

## Touch 3G
Das HTC Touch 3G ähnelt mit 2,8" QVGA-Touchscreen, den Abmessungen von 102 mm × 53,6 mm × 14,5 mm und 96 g Gewicht sehr dem Touch der ersten Generation. Es bietet aber mit einem Qualcomm MSM7225 Prozessor mit 528 MHz und GPRS, EDGE, UMTS, HSDPA, HSUPA, sowie WLAN einen schnelleren Zugang ins Internet. Der wechselbare Akku hat wie der des ersten Touch eine Kapazität von 1100 mAh.

## Touch Viva
Das HTC Touch Viva zeigt am deutlichsten Ähnlichkeiten mit dem Touch der ersten Generation. So hat es wie das erste Touch der Serie nur einen TI OMAP850 Prozessor mit 201 MHz, WLAN, GPRS, EDGE und ohne UMTS. HTC vermarktet das Touch Viva deshalb in der Low-Budget-Klasse. Der 2,8" QVGA-Touchscreen und der wechselbare 1100 mAh-Akku sind genauso groß wie beim ersten Touch. Mit 104,5 mm × 59 mm × 15,75 mm und einem Gewicht von 110 g ist es nur geringfügig größer.

## Touch Diamond II
Der erste Nachfolger des Touch Diamond kam im zweiten Quartal 2009 mit vergrößertem Display (3,2") und der für Windows Mobile untypischen Auflösung von 480 × 800 Pixel auf den Markt. Das Handy kann über Bluetooth, WLAN, GPRS, EDGE, UMTS, HSDPA und HSUPA mit der Außenwelt kommunizieren. Auch ist bei diesem Smartphone die HTC Push Internet Technologie mit integriert. Wie das Vorgängermodell hat das Touch Diamond II einen integrierten GPS-Empfänger. Des Weiteren befindet sich eine 5-Megapixelkamera mit Autofokus sowie eine Zoomleiste unter dem Bildschirm. Mit 528 MHz bleibt die Prozessorleistung wie beim Vorgänger. Die Oberfläche TouchFLO 3D ist schon von den Vorgängern bekannt. Die Abmessungen halten sich mit 107,85 mm (L) × 53,1 mm (B) × 13,7 mm (T) im Rahmen. Es wiegt mit Akku 118 Gramm.

## Touch Pro II

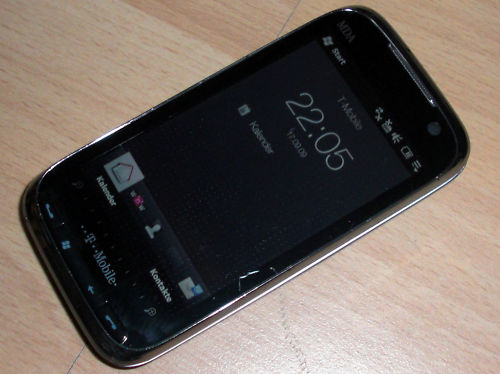
HTC Touch Pro II mit T-Mobile Brand

Der Nachfolger des Touch Pro unterscheidet sich äußerlich von seinem Vorgänger in der Display-Größe (jetzt 3,6"), des damit vergrößerten Gewichts (187,5 g), der Tastatur und Gerätegröße (116 mm × 59,2 mm × 17,25 mm (L×B×T)), und durch den Wegfall des D-Pads, welches einer Zoomleiste gewichen ist. Die Zoomleiste ermöglicht das Zoomen von Bildern, Webseiten oder Google Maps™. Zum Schreiben von Nachrichten lässt sich der schwenkbare Bildschirm zur Seite schieben und eine vollständige QWERTZ-Tastatur kommt zum Vorschein. HSDPA und WLAN ermöglichen das schnelle Surfen im World Wide Web. Außerdem wurde wie beim Touch Diamond II die Software und die Oberfläche erweitert. Zusätzlich wurden neue Business-Funktionen wie Straight Talk (Konferenzfunktion) hinzugefügt.